# 704 Interamnia

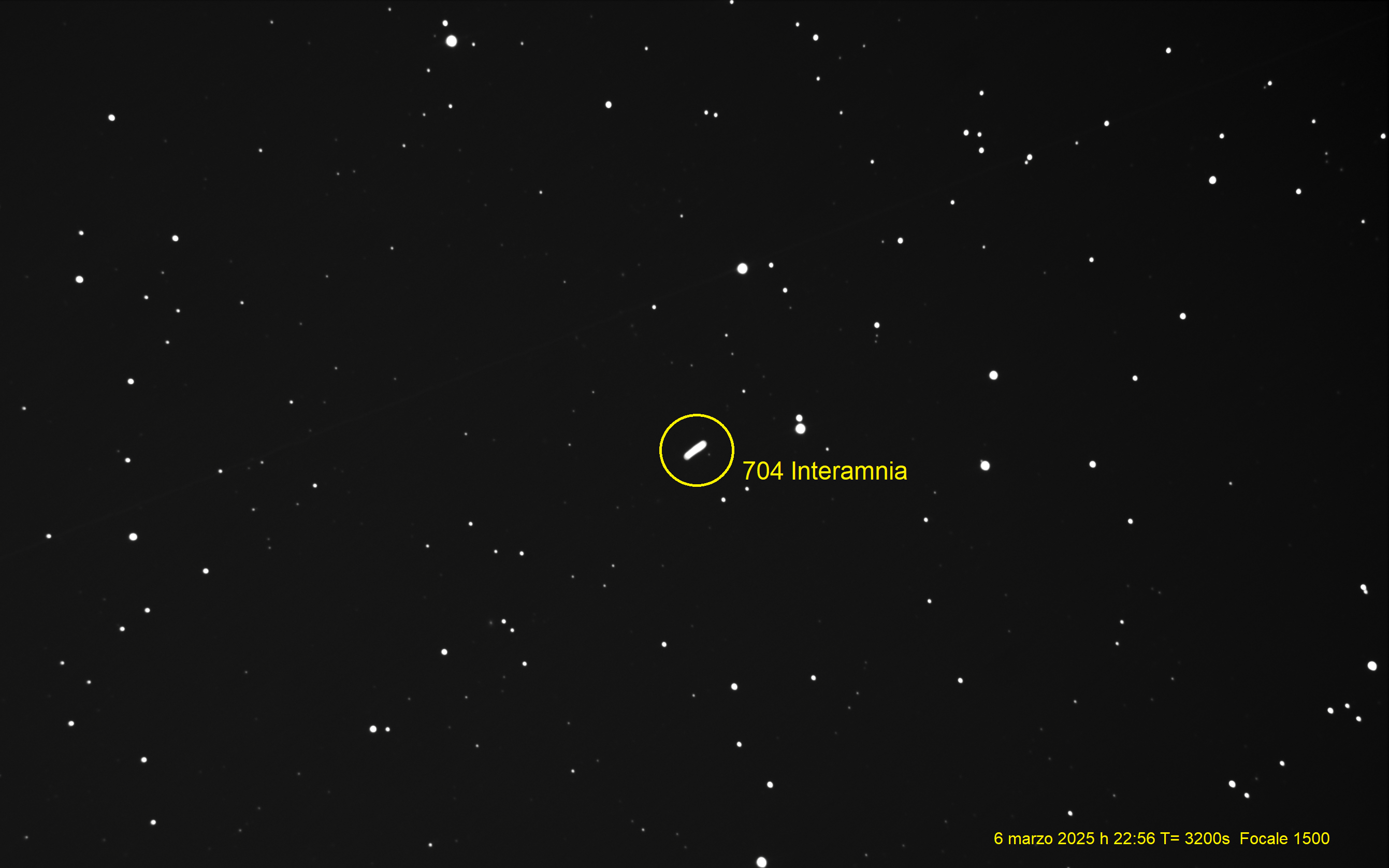
L'asteroide (704) Interamnia fotografato dall'osservatorio Arrakis a Montorio al Vomano (TE) il 6 marzo 2025. La lunga esposizione di 3200 secondi ha permesso di mostrare il suo moto orbitale.

704 Interamnia è un asteroide della fascia principale del diametro medio di circa 316,62 km. Scoperto nel 1910, presenta un'orbita caratterizzata da un semiasse maggiore pari a 3,0559767 au e da un'eccentricità di 0,1553941, inclinata di 17,31065° rispetto all'eclittica.

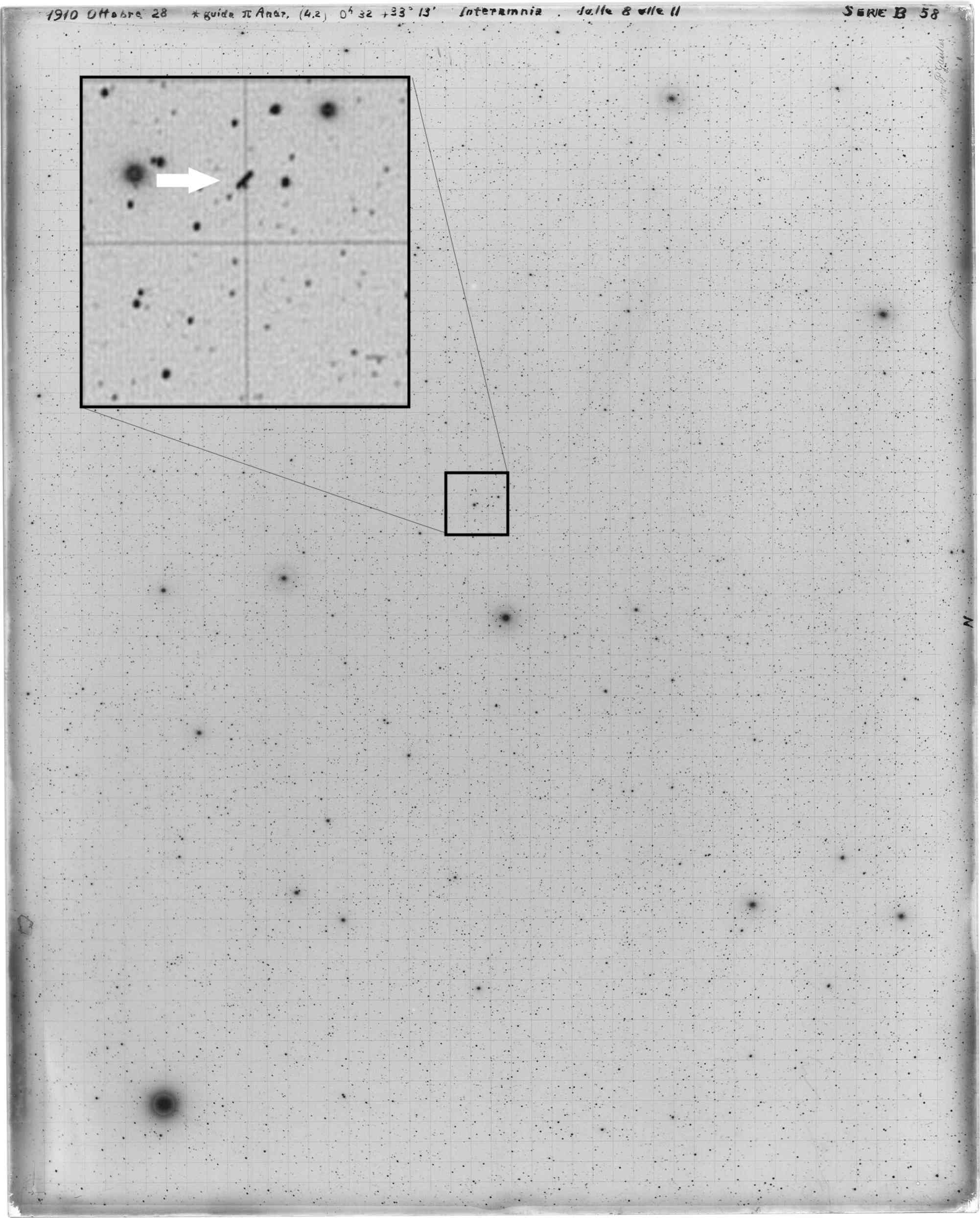
Una delle prime lastre fotografiche utilizzate dallo scopritore di Interamnia, l'astronomo Vincenzo Cerulli. L'osservazione è stata realizzata il 28 ottobre del 1910 all'Osservatorio Astronomico di Teramo; la traccia dell'asteroide è evidenziata nell'ingrandimento.

Interamnia è il quinto asteroide conosciuto in ordine di grandezza e il sesto per massa ed è stato individuato sorprendentemente tardi nonostante le sue notevoli dimensioni. Si stima che la sua massa sia pari all'1,4% di quella dell'intera fascia di asteroidi.
L'asteroide è dedicato alla città di Teramo, attraverso il suo antico nome in latino, luogo della scoperta e città natale dello scopritore.